# Рукба
Рукба, також Ксора (δ Кассіопеї, скорочено δ Cas) — затемнювана подвійна зоря в північному приполярному сузір'ї Кассіопея. Розташована на відстані близько 100 світлових років (31 парсек) від Землі.
Рукба — це первинний компонент або компонент A кратної зоряної системи, яка має позначення WDS J01258+6014, тому два компоненти δ Кассіопеї мають позначення WDS J01258+6014 Aa і Ab. Aa.

## Назва
Позначення зорі за Баєром — δ Кассіопеї. Позначення у Вашингтонському каталозі парних зір — WDS J01258+6014A. Назви:
- Рукба — походить від араб. ركبة, що означає «коліно».
- Ксора — з'явилася у виданні 1951 року Atlas Coeli (Skalnaté Pleso Atlas of the Heavens) чеського астронома Антоніна Бечваржа. Професор Пауль Куніч[fr] не зміг знайти жодних підказок щодо походження назви[15].

Назву Рукба або Рухба мала також зоря α Стрільця. У 2016 році Міжнародний астрономічний союз організував Робочу групу з назв зір (WGSN), щоб каталогізувати й стандартизувати власні назви зір. 21 серпня 2016 року робоча група WGSN затвердила для компонента WDS J01258+6014 Aa назву Рукба (англ. Ruchbah), α Стрільця отримала назву Рукбат (англ. Rukbat).
Китайською мовою 閣道 (Gé Dào, «Летючий прохід») означає астеризм, який складається з кількох зір сузір'я Кассіопеї — δ (Рукби), ι, ε, θ, ν та ο. Отже, китайська назва самої Рукби — 閣道三 (Gé Dào sān, букв: Третя зоря летючого проходу).

## Властивості
Рукба — це зоряна система, що складається з двох зір, які обертаються навколо одна одної з періодом 759 днів. Сумарна видима зоряна величина двох зір становить 2,68, що робить її легко спостережуваною неозброєним оком. Раніше повідомлялося про затемнення з періодом 759 днів, коли яскравість падає на 0,07 зоряної величини. Дослідження на початку 2000-х не виявили змін яскравості більше ніж на 0,01 зоряної величини.
Основний компонент системи (WDS J01258+6014 Aa) належить до спектрального класу A5 IV, клас світності IV вказує на те, що він уже вичерпав водень у своєму ядрі і почав еволюціонувати через стадію субгіганта, поступово перетворюючись на зорю-гігант. За підрахунками, зоря на 4 % перевищила тривалість перебування на головній послідовності, а її вік становить близько 600 мільйонів років. Розширяючись, вона збільшилася приблизно до 3,9 радіуса Сонця.
Спостерігається надлишок інфрачервоного випромінювання на довжині хвилі 60 мкм, що свідчить про наявність навколозоряного залишкового диска. Це випромінювання можна охарактеризувати тепловим випромінюванням пилу з температурою 85 К, що відповідає радіусу орбіти 88 а. о. (для порівняння: пояс Койпера в Сонячній системі простягається від 30 до 50 а. о.)
У Вашингтонському каталозі парних зір зазначено сусіда 12-ї зоряної величини на відстані 110″. Це гравітаційно не пов'язаний із зорею фоновий об'єкт.